# 屋兰县
屋兰县，中国古县名，又作屋阑。西汉时设置，治今甘肃省张掖市城东25公里，碱滩乡东古城村。为乌犁部旧居之。属张掖郡。北魏废。其古城现为县级文物保护单位。